# عبد العزيز بن محمد الحسن
عبد العزيز بن محمد الحسن محامي وإصلاحي سعودي، من مواليد 10 مارس 1981 في الرياض، بالمملكة العربية السعودية.

## تعليمه
التحق الحسن في عام 1999 بجامعة الملك سعود في الرياض، حيث تخرج بدرجة البكالوريوس في القانون عام 2002. ذهب إلى كامبريدج لدراسة اللغة الإنجليزية والقانون الإنجليزي، وقضى عام 2003 في المملكة المتحدة.
وهو حاصل أيضًا على درجة الماجستير في القانون من كلية القانون في جامعة إنديانا في مدينة بلومنغتون سنة 2007، ودرس الشريعة الإسلامية عند مجموعة من الأساتذة المتخصصين، وأجرى أبحاثًا مكثفة في الشريعة الإسلامية.

## مسيرته
يتمتع عبد العزيز الحسن بخبرة واسعة تمتد لأكثر من عشر سنوات في مكاتب المحاماة، حيث عمل مع أكبر شركة محاماة في العالم، كليفورد تشانس (Clifford Chance) في واشنطن العاصمة، ومع مختلف مكاتب المحاماة الدولية في مكاتبها في الرياض مثل (Trowers & Hamlins). 
في عام 2010، أسس «شركة أصول للمحاماة»، واحدة من أكبر شركات المحاماة في المملكة العربية السعودية مع عملاء بارزين. شركته القانونية متخصصة في المؤسسات التجارية وسوق المال والتأمين والعقارات والبناء والاستثمارات الأجنبية والتمويل الإسلامي.
كان يعمل في جامعة إنديانا من مايو 2013 حتى أغسطس 2015 كباحث زائر، وكان مسؤولاً عن برنامج شبه الجزيرة العربية لمركز الديمقراطية الدستورية، حيث عمل على تصميم دستور للمملكة العربية السعودية، ونشر ملخصًا عن بحثه في مقالتين باللغة العربية بعنوان «المملكة المحتملة». ركز على البحث في الدستورية والإصلاح الإسلامي في المملكة.
في 1 ديسمبر 2015، أسّس معهد الدرعية للدراسات في واشنطن؛ وهي مؤسسة مستقلة غير ربحية تُركّز على الدراسات في مجال الدستور والسياسة والتاريخ للجزيرة العربية. يتكون مجلس إدارة المؤسسة من العديد من الباحثين من مختلف البلدان في شبه الجزيرة العربية والولايات المتحدة.

## كتاباته
الحسن كاتب عمود في صحف عربية مختلفة. في مقالاته، قدم مقترحات للإصلاحات السياسية في المملكة العربية السعودية.

## نشاطه في مجال حقوق الإنسان
في أواخر عام 2011، بعد الربيع العربي، بدأ المحامي عبد العزيز الحسن في تمثيل قضايا المعتقلين السياسيين، وبدأت العديد من أسر المحتجزين في الاتصال به طلبًا للمساعدة.
في 11 مارس 2013، استخدم الحسن تويتر لمشاركة ادعاء بانتهاكات الحكومة ضد مُوكِّليه، وهما من أكثر نشطاء حقوق الإنسان شهرة في المملكة العربية السعودية ومؤسسين لجمعية الحقوق المدنية والسياسية في السعودية: محمد فهد القحطاني، أستاذ علوم الاقتصاد بجامعة إنديانا، وعبد الله الحامد، أستاذ الأدب والشعر العربي. وقد سُجن كلاهما فيما يسمى بمحاكمة حسم.

## عضوياته المهنية
تم قبول الحسن لممارسة مهنة المحاماة في المملكة العربية السعودية، كما أنه عضو في نقابة المحامين الأمريكية.[بحاجة لمصدر]